# Frasier
Frasier ist eine der erfolgreichsten US-amerikanischen Sitcoms. Von 1993 bis 2004 wurden 264 Episoden in elf Staffeln zu je 24 Episoden bei NBC gesendet. Die Serie wurde von David Angell, Peter Casey und David Lee als ein Ableger der Serie Cheers für Paramount Television entwickelt und produziert. 2023 wurde sie durch Paramount+ mit neuen Staffeln wiederbelebt.
Gegenstand der Serie ist das private und berufliche Leben der Familie Crane und vor allem der Titelfigur Dr. Frasier Crane, eines Psychiaters und Moderators einer psychologischen Ratgebersendung im Radio. Schauplatz der Staffeln 1 bis 11 ist Seattle – und hier vor allem die in einem noblen Hochhaus gelegene Wohnung von Frasier, das Sendestudio des fiktiven Radiosenders „KACL“, in dem Frasier arbeitet, sowie das „Cafe Nervosa“, in dem sich die Hauptfiguren häufig zum Kaffeetrinken treffen.

## Figuren

### Hauptfiguren
- Dr. Frasier Winslow Crane ist Psychiater und arbeitet bei der Radiostation „KACL“ in Seattle, wo er unter dem Motto „I'm listening“ (deutsch: „Ich bin ganz Ohr“) eine psychologische Ratgebersendung moderiert. Frasier ist geschieden und Vater eines Sohnes, der bei seiner Mutter in Boston lebt. Frasiers Geltungsdrang und sein Snobismus sowie sein Versuch, das Zusammenleben mit seinem alten Vater zu organisieren und neben all dem seine immer wieder unglücklich verlaufenden Versuche, eine Partnerin für eine dauerhafte Beziehung zu finden, stehen im Mittelpunkt der Serie. Anlass für komische Momente bietet zudem seine Neigung, sich in das Leben anderer einzumischen und dabei weder die nötige Diskretion noch die angebrachte Distanz zu wahren.David Hyde Pierce bei den Emmy Awards 1994

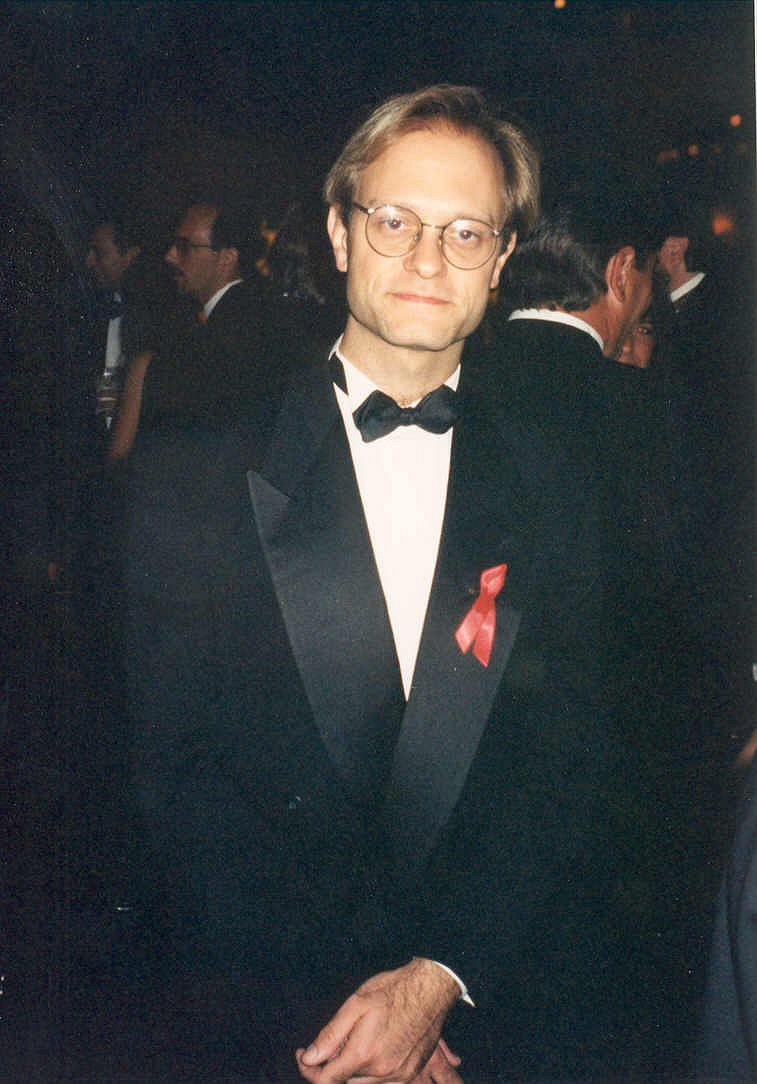
David Hyde Pierce bei den Emmy Awards 1994

- Dr. Niles Crane, Frasiers zwei Jahre jüngerer Bruder, ist Psychiater und betreibt eine Praxis. Mit seinem Bruder verbindet ihn der Wunsch, zur gehobenen Gesellschaft Seattles zu zählen, sowie der Hang zum Luxus. Auch in puncto Snobismus steht er Frasier in nichts nach. Trotz oder gerade wegen dieser Gemeinsamkeiten werden aus Verbündeten häufig erbitterte Konkurrenten. Darüber hinaus zeichnen Niles verschiedene neurotische Züge im Alltagsleben aus. Er beginnt etwa beim Lügen aus der Nase zu bluten, hat diverse Allergien und ist übertrieben reinlich. Niles fährt einen Mercedes, auf dessen Nummernschild „Shrink“ steht (umgangssprachlich für Psychiater), ist Präsident des Weinclubs, ein Anhänger der Theorien des schweizerischen Psychiaters Carl Gustav Jung und hat einen IQ von 156. In den ersten Staffeln der Serie ist er mit der – nie im Bild zu sehenden – Millionenerbin Maris verheiratet, die ihn, was Neurosen angeht, noch weit in den Schatten stellt. Vor allem aber ist Niles von Beginn an in Daphne, die Physiotherapeutin seines Vaters, verliebt, wovon diese bis zur Mitte der siebten Staffel der Serie nichts weiß. Aufgrund seiner unglücklichen Ehe, seiner unglücklichen Verliebtheit, seiner elitären Einstellungen, seiner Neurosen und seiner Marotten zeichnet sich diese Figur durch Running Gags und als ideale Projektionsfläche für die Komik der Serie aus.
- Martin Crane, der Vater von Frasier und Niles, ist Witwer, ein pensionierter Polizist und auf Grund einer Schussverletzung gehbehindert. Zu Beginn der Serie zieht er wegen dieser Behinderung zu seinem Sohn Frasier in dessen Wohnung. Das einzige Möbelstück, das er aus seiner alten Wohnung mitbringt, ist ein schäbiger Fernsehsessel, der zu seinem Stammplatz in Frasiers Wohnung wird. Dort sitzt er zusammen mit seinem Hund, dem Jack Russell Terrier Eddie (dargestellt von Terrier „Moose“ und ab der 8. Staffel von dessen Sohn „Enzo“), trinkt Bier und sieht sich meistens Sportübertragungen an. Er bildet damit den Kontrast zu seinem feinsinnigen Sohn und dessen exquisit eingerichteter Wohnung. Ein wiederkehrendes Motiv der Serie ist Martins Erfolg bei Frauen, durch den er ungeachtet seines Alters und seiner Gehbehinderung die meist vergeblichen Bemühungen seiner Söhne auf diesem Gebiet in den Schatten stellt.
- Daphne Crane (geb. Moon) ist eine aus England stammende Physiotherapeutin, die zur Betreuung von Martin Crane angestellt wird, bei ihm und Frasier einzieht und ihnen den Haushalt führt. Lange Zeit ist sie das nichtsahnende Objekt der Begierde des unglücklich verliebten Niles. Erst als sie sich in der siebten Staffel in einen anderen Mann verliebt und diesen heiraten will, ändert sich dies. Am Anfang der 10. Staffel heiratet sie ihn. Darüber hinaus ist Daphne davon überzeugt, das zweite Gesicht zu haben.
- Roz Doyle ist die Aufnahmeleiterin von Frasiers Radiosendungen und wird mit der Zeit zu einer Freundin der ganzen Familie. Ein Running Gag ist ihre andauernde Suche nach wechselnden Sexualpartnern sowie die Tatsache, dass sie bei dieser Suche weit erfolgreicher ist als Frasier und Niles – was diese im Verlauf der Serie mit einer Mischung aus Spott und Neid immer wieder kommentieren; vor allem Niles tut sich dabei hervor. Ein Running-Gag der ersten Staffeln sind die unabsichtlichen Beleidigungen von Niles ihr gegenüber, aufgrund seines Unvermögens sich ihren Namen zu merken bzw. wer Roz überhaupt ist.

### Nebenfiguren mit wiederholten Auftritten
Frasiers Kollegen bei KACL:

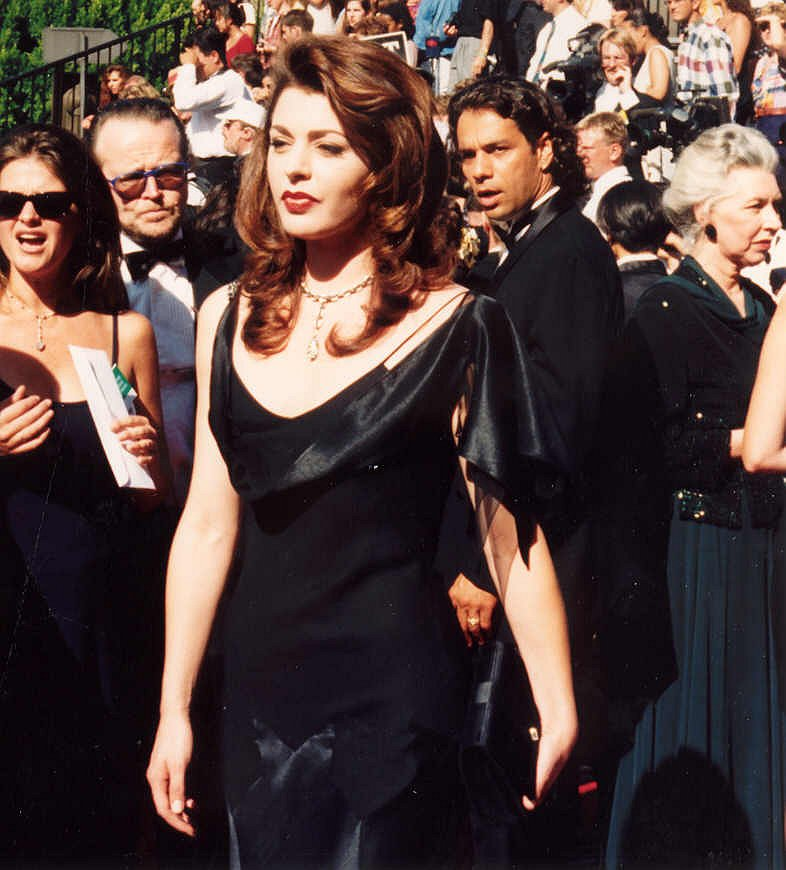
Jane Leeves, 1994

- Bob Bulldog Briscoe (Dan Butler), ein typischer Macho und – meist erfolgloser – Schürzenjäger, der sich der Verachtung und des Misstrauens Frasiers schon deshalb sicher sein kann, da er mit Begeisterung eine Sportsendung moderiert und dem eher unsportlichen Frasier wiederholt derbe Streiche spielt.
- Gil Chesterton (Edward Hibbert), ein effeminierter Restaurantkritiker.
- Noel Shempsky (Patrick Kerr), der seine Begeisterung für Star Trek in seine regelmäßigen linkischen Annäherungsversuche an Roz einbaut.
- Kate Costas (Mercedes Ruehl), in der dritten Staffel die erste weibliche Chefin des Senders, an der Frasier nicht nur beruflich interessiert ist.
- Kenny Daley (Tom McGowan), seit der fünften Staffel der Geschäftsführer des Senders, der nicht immer so harmlos ist, wie er gegenüber seinen Mitarbeitern wirken möchte.

Verwandte und Freunde:
- Frasiers Ex-Frau Dr. Lilith Sternin (Bebe Neuwirth), ebenfalls Psychiaterin, die als eiskalt und gefühlsarm geschildert wird und bei ihren gelegentlichen Auftritten Furcht und Schrecken bei den Cranes auslöst.
- Frasiers und Liliths Sohn Frederick („Freddy“) (in der dritten Staffel Luke Tarsitano, später Trevor Einhorn), ein hochbegabter Junge, den Frasier nach seinen Vorstellungen von Kultur und Bildung geformt sehen möchte, der jedoch auch einen Teil der typischen Crane-Neurosen geerbt hat.
- Frasiers Agentin Bebe Glazer (Harriet Sansom Harris), eine Frau mit viel Ehrgeiz und ohne jede Skrupel, die genau deshalb in ihrem Beruf zur Spitzenklasse zählt.
- Marta (Rene Olga Lopez), Maris’ kolumbianische Haushälterin, die ihrer Herrin treu ergeben ist.
- Daphnes missratener Bruder Simon Moon (Anthony LaPaglia), der bei seinen Besuchen durch seinen Hang, auf Kosten anderer zu leben, der Familie Crane zusetzt.
- Daphnes Vater Harry Moon (Brian Cox) hat Gastauftritte in den Folgen 23 und 24 der 9. Staffel.
- Daphnes Mutter Gertrude Moon (Millicent Martin), die sich zunächst aus England telefonisch in das Leben ihrer Tochter einmischt, in der neunten Staffel aber von ihrem Mann verlassen wird und nach Seattle zieht.
- die Bardame Sherry Dempsey (Marsha Mason), eine laute und burschikose Person mit goldenem Herzen, mit der Martin zum Entsetzen seiner Söhne eine Zeit lang liiert ist.
- Donny Douglas (Saul Rubinek), der Rechtsanwalt, der Niles bei der Scheidung von Maris vertritt und mit dem Daphne zwischenzeitlich verlobt ist.
- Dr. Mel Karnofsky (Jane Adams), Maris’ Schönheitschirurgin und Niles’ zweite Ehefrau, mit der er einige seiner Obsessionen teilt.
- Lorna Lanley (Jean Smart), Frasiers cholerische Schülerliebe, inzwischen Immobilienmaklerin, geschieden und Kettenraucherin.
- Lornas Sohn Kirby (Brian Klugman), der für das normale Arbeitsleben eher ungeeignet ist, es aber aufgrund seiner sozialen Intelligenz schafft, einen der begehrten Praktikumsplätze bei KACL zu ergattern.
- Ronee Lawrence (Wendie Malick), einst Babysitterin von Frasier und Niles und nun an Martin interessiert.
- Charlotte (Laura Linney), eine Partnerschaftsvermittlerin, die beim Versuch, eine Frau für Frasier zu finden, zugleich scheitert und erfolgreich ist.

## Ableger und Querverbindungen

### Ableger

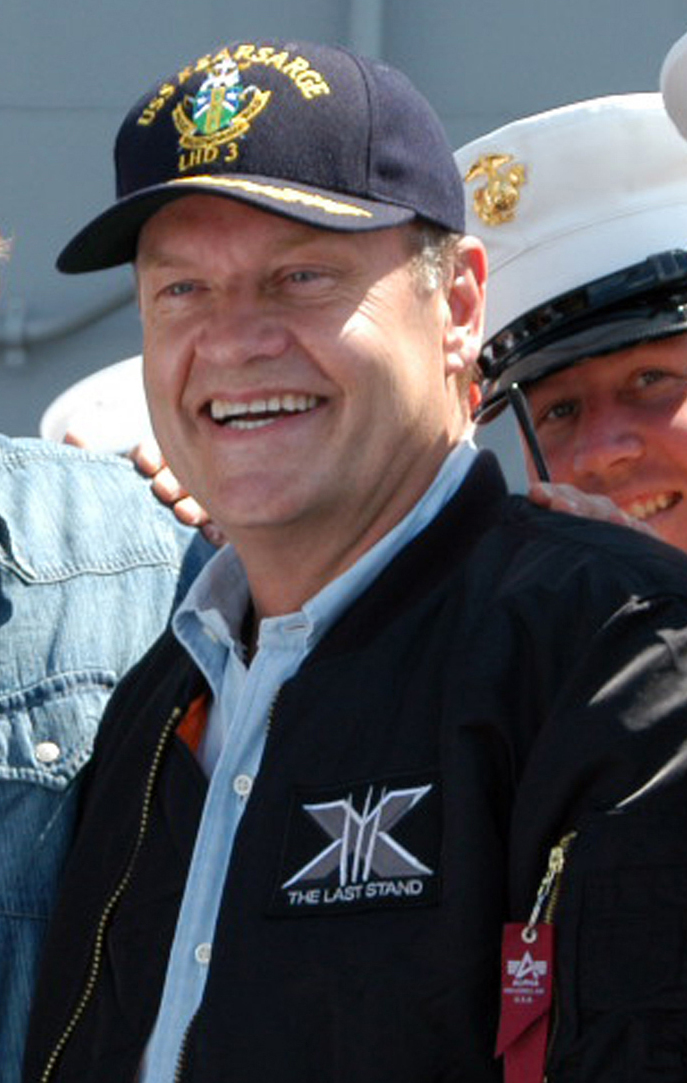
Kelsey Grammer (2006)

Frasier ist ein Ableger der Serie Cheers. Dort war Dr. Frasier Cranes Auftreten zunächst als vorübergehend geplant, dann wurde er zu einer Nebenfigur und gehörte schließlich zur Hauptbesetzung. Nach dem Ende von Cheers wurde um die Figur eine Nachfolgeserie entwickelt, deren Serienuniversum (siehe unten) weitgehend mit dem von Cheers übereinstimmte. Die Figur des Frasier wurde für die neue Serie ausgebaut und teilweise verändert. Die ausgeprägte Kultiviertheit und die elitären Einstellungen Frasier Cranes, die ihn in Frasier charakterisierten, waren in Cheers nicht zu finden. In Cheers nimmt er beispielsweise des Öfteren an Streichen teil, die die Besucher und Angestellten der Kneipe aushecken. Der Frasier des Ablegers wirkt reifer, seine Kleidung und seine Wohnungseinrichtung zeigen einen elitärer ausgebildeten Geschmack. Darüber hinaus interessiert sich Frasier in Frasier für kulturelle Ereignisse, sammelt afrikanische Kunst, spielt Klavier und hängt nicht mehr nächtelang in einer Kneipe herum. Frasier Crane in Cheers trank, dem Schauplatz von Cheers entsprechend, meist Scotch oder Bier, während er in Frasier edle Weine und trockenen Sherry bevorzugt. Bier trinkt er nur noch gelegentlich, z. B. wenn er etwas mit seinem Vater unternimmt.
Widersprüche zwischen beiden Serien betreffen in erster Linie die Figuren aus Frasiers Familie und ihn selbst:
- Frasier war in Cheers ein Einzelkind, doch aufgrund der Ähnlichkeit zwischen David Hyde Pierce und Kelsey Grammer entstand die Idee zu der Figur von Frasiers Bruder Niles.
- Frasier behauptet in Cheers, sein Vater sei Wissenschaftler gewesen, inzwischen aber verstorben. Als Sam Malone bei seinem Besuch in Seattle dies erwähnt, erklärt Frasier den Widerspruch mit dem seinerzeit schlechten Verhältnis zu seinem Vater. Als Martin empört feststellt, ein Polizist sei ihm als Vater wohl nicht gut genug gewesen, kontert Frasier: „Du warst tot – es spielte keine Rolle mehr!“
- Frasiers Mutter Dr. Hester Rose Crane (ebenfalls eine Psychiaterin) tritt in Cheers als herrschsüchtige Mutter auf, die ihren erwachsenen Sohn nur schwer loslassen kann und Frasiers Verlobte Diane Chambers mit einer Pistole bedroht. Zum Serienbeginn von Frasier ist sie bereits verstorben. Martin und seine Söhne erinnern sich an sie als verständnisvolle und lebenskluge Frau. In den Rückblenden wird sie auch durch eine andere Schauspielerin dargestellt als in Cheers. In der Folge „Don Juan in der Hölle – Teil 2“ (Staffel 9, Episode 2) erscheinen Frasier bei einem Ausflug sämtliche Frauen aus dessen Leben. Frasiers Mutter und Diane greifen an dieser Stelle ihren Disput und den Vorfall mit der Waffe erneut kurz auf.
- Frasiers erste Ehefrau Nanette tritt einmal in Cheers und zweimal in Frasier auf und wird jeweils von unterschiedlichen Schauspielerinnen dargestellt.
- Peri Gilpin, die Darstellerin der Roz Doyle, stellt in der letzten Staffel von Cheers eine Reporterin dar. John Mahoney, der Darsteller des Martin Crane, tritt in derselben Staffel als Komponist auf, der einen Werbesong für das Cheers schreiben soll.
- Verschiedene Schauspieler stellen in den beiden Serien unterschiedliche Figuren dar. So tritt zum Beispiel Milo O’Shea als Priester auf, der in Cheers Woodys Trauung vornimmt, während er in Frasier Dr. Schachter verkörpert, einen Kollegen von Frasier und Niles, der erfolglos versucht, mit den beiden Brüdern eine Paartherapie durchzuführen.

Mehrere Figuren treten sowohl in Cheers als auch in Frasier auf:
- Außer Frasier gehörte auch seine Ex-Frau Lilith zur Stammbesetzung von Cheers. Im Lauf der Serie wird geschildert, wie beide sich kennenlernen, heiraten, ihren Sohn bekommen und sich schließlich trennen.
- Aus der Ursprungsserie haben Sam Malone (Ted Danson), der Besitzer des Cheers, und der Barkeeper Woody Boyd (Woody Harrelson) Gastauftritte in jeweils einer Folge. Diane Chambers (Shelley Long) ist sogar in drei Folgen von Frasier zu sehen. In der ersten Folge mit Diane (Frasier und Diane, Folge 14 der dritten Staffel) hat das Cheers selber ein Gastspiel. Diane führt in Seattle ein Theaterstück auf, das im Cheers spielt. Dies sieht man dann auf der Theaterbühne.
- In der Folge Cheers zum Abschied (Cheerful Goodbyes) besucht Frasier mit seiner Familie Boston und trifft auf Carla Tortelli (Rhea Perlman), die Kellnerin des Cheers, sowie auf die Stammgäste Cliff Clavin (John Ratzenberger) und Norm Peterson (George Wendt).

### Serienuniversum
Frasier teilt mit mehreren Serien ein Serienuniversum. In erster Linie ist dies natürlich Cheers, aus der die Figur des Dr. Frasier Crane stammt. Alle Hauptfiguren von Cheers traten im Laufe der Jahre auch in Frasier auf, mit Ausnahme von Barmanagerin Rebecca Howe (Kirstie Alley). Darüber hinaus haben einige Figuren von Frasier Gastauftritte in anderen, unabhängigen Serien und verbinden damit die Realitäten unterschiedlicher Serien (Crossover):
- Frasier tritt in Nachtschicht mit John (OT: The John Larroquette Show) auf (Folge: More Change, 1995).
- Daphne und Niles treten in Caroline in the City auf (Folge: Caroline and the Bad Back, 1995).

Weiterhin gibt es über Cheers indirekte Verbindungen zu weiteren Serien:
- Frasier und Lilith treten (zeitlich vor Frasier) in Überflieger (OT: Wings) auf (Folge: Planes, Trains and Visiting Cranes, 1992).
- Die Serie The Tortellis ist ebenfalls ein Ableger von Cheers und schildert das Leben von Nick Tortelli, dem geschiedenen Mann der Cheers-Kellnerin Carla Tortelli und seiner Familie. Drei Figuren aus Cheers – Carla Tortelli, Norm Peterson und Cliff Clavin – hatten Gastauftritte.
- In Chefarzt Dr. Westphall (OT: St. Elsewhere) treten die Cheers-Stammgäste Cliff Clavin und Norm Peterson auf.
- Eine Figur aus der Serie Die Nanny (OT: The Nanny) tritt – wie Niles und Daphne – in Caroline in the City auf.

## Produktion
David Angell, Peter Casey und David Lee gehörten zunächst zu den Drehbuchautoren von Cheers, später produzierten sie diese Serie. Nach ihrem Ende konzipierten sie gemeinsam Frasier und produzierten diese auch anschließend. Darüber hinaus schrieben Angell und Casey Drehbücher für die Serie, während Lee bei vielen Folgen Regie führte.
Vor der Erstausstrahlung der letzten Folge wurde eine zweistündige Sondersendung mit dem Titel „Analyzing the Laughter“ ausgestrahlt, die ausgewählte Szenen aus allen Staffeln enthielt. Dazu wurde eine Rahmenhandlung neu gedreht (Frasier hat eine Sitzung bei seinem Psychiater und erzählt von Problemen mit seiner Familie und Freunden).
Christopher Lloyd war in den Staffeln 2–8 und 11 Executive Producer.

## Sonstiges
- Die Serie wurde in Los Angeles in einem Studio der Paramount gedreht – auf der gleichen Bühne wie Cheers. Die Szenen wurden vor Publikum gespielt. Es gab auch einige Außendrehs, vor allem in den späteren Staffeln. In Seattle selbst wurden allerdings nur jene Szenen gedreht, die in der 100. Folge mit dem Titel „Die 1000. Sendung“ (5x05) auf den Straßen von Seattle spielen.
- Während des Vorspanns jeder Folge baut sich eine stilisierte Skyline Seattles als weiße Linie vor schwarzem Hintergrund auf. Dieser Vorspann ist ebenfalls am Anfang von Bridget Jones – Schokolade zum Frühstück zu sehen.
- Während des Abspanns ist in der Regel ein kurzer stummer Gag zu sehen, der ein Motiv aus der jeweiligen Folge noch einmal aufnimmt, häufig eines, das zuvor nur sehr kurz angeklungen war.
- Über dem Abspann läuft das Lied Tossed Salads and Scrambled Eggs.[1] In den ersten Staffeln ist meist eine von Kelsey Grammer gesungene Version zu hören, gelegentlich aber auch eine Instrumentalversion. Am Ende späterer Folgen läuft in Deutschland, im Gegensatz zu den USA, nur noch die Instrumentalversion des Stücks. In der 100. Folge besteht der Abspann aus einem kurzen Ausschnitt aus einer Bühnenshow, in der Kelsey Grammer und einige Crewkollegen das Lied live vor Seattler Publikum sangen.
- Frasier, Niles und Martin sind die einzigen Figuren, die in jeder Folge der Serie auftauchen. Dabei war Kelsey Grammer während der Produktion der Folge Bringt mir den Kopf von Niles Crane/Head Game wegen der Behandlung seines Alkoholproblems verhindert, so dass die Folge umgeschrieben wurde und Niles die Rolle Frasiers übernahm und u. a. auch dessen Radiosendung moderierte. Die wenigen Szenen mit Frasier in dieser Folge wurden im Nachhinein mit Grammer nachgedreht. Roz tritt in der 244. Folge („The Babysitter“ bzw. „Ohne Netz und Käse“) nicht auf.
- Jane Leeves wurde während der Laufzeit von Frasier zweimal schwanger. Beim ersten Mal wurde ihre körperliche Veränderung mit Essstörungen erklärt, die zu einer Gewichtszunahme geführt hätten. Dementsprechend wurde, während Leeves das Kind bekam, eine Drehpause machte und einige Folgen verpasste, ein Klinikaufenthalt Daphnes zur Gewichtsabnahme in die Geschichte geschrieben. In einer Folge wird erwähnt, dass Daphne bereits „9 pounds 12 ounces“ verloren habe (4422 g) – das entspricht genau dem Geburtsgewicht von Leeves’ Baby. Als sie zurückkehrt, ist sie laut Drehbuch 60 Pfund leichter. Zu Jane Leeves zweiter Schwangerschaft wurde eine Schwangerschaft auch für Daphne in die Handlung geschrieben.
- Die Millionenerbin Maris, mit der Niles in den ersten Staffeln noch verheiratet ist und die seinen luxuriösen Lebensstil finanziert und ihm ansonsten das (Ehe-)Leben zur Hölle macht, wird nie im Bild gezeigt. Die Zuschauer lernen sie nur indirekt durch Gespräche über sie kennen, ein Kunstgriff, der in amerikanischen Serien gelegentlich verwendet wird. So ist es in Cheers Vera, die Ehefrau von Norm Peterson, die nur indirekt in Erscheinung tritt.
- Frasiers Appartement wurde Anfang 2005 von den Lesern der von der BBC herausgegebenen Zeitschrift BBC Good Homes Magazine zur „erstrebenswertesten Fernseh-Wohnung“ gewählt. Frasier selbst bezeichnet in der ersten Folge den Einrichtungsstil der Wohnung als „eklektisch“ und weist auf Einrichtungsgegenstände von Le Corbusier, Eames sowie Marcel Breuers Sessel „Wassily“ hin. In dieser und auch späteren Folgen behauptet er, seine braune Wildledercouch sei eine genaue Kopie des Sofas, das Coco Chanel in ihrer Pariser Wohnung stehen hatte; tatsächlich ist Frasiers Couch aber sehr viel kleiner und etwas anders geformt.
- Der Blick aus Frasiers Fenster wurde, wie in den 'Special Features' der Season-1-DVDs erwähnt wird, von einer Klippe bei Seattle aufgenommen. In Wirklichkeit gibt es in Seattle kein Gebäude mit dieser Aussicht.
- Der Name des Radiosenders, bei dem Frasier seine Ratgebersendung moderiert, „KACL“, ist eine Hommage an die Erfinder der Serie, zusammengesetzt aus deren Namen Angell, Casey und Lee. Das K ist ein obligatorischer Bestandteil bei allen Radio- und Fernsehsendern an der US-amerikanischen Westküste (Im Vergleich dazu beginnen die Stationen im Osten mit einem W).
- David Angell, Miterfinder und -entwickler der Serie sowie einer ihrer Produzenten, kam zusammen mit seiner Frau bei den New Yorker Anschlägen am 11. September 2001 als Passagier des American-Airlines-Flugs 11, dessen Maschine in den Nordturm des World Trade Center geflogen wurde, ums Leben. Die Folge Don Juan in der Hölle/Don Juan in Hell, die nach den Anschlägen ausgestrahlt wurde, enthält die Widmung „In loving memory of our friends Lynn and David Angell“. Darüber hinaus bekommt das gemeinsame Kind von Niles und Daphne als Hommage an David Angell den Namen David.
- Die Anrufer, die sich in seiner Radiosendung an Dr. Crane wenden, werden von Prominenten gesprochen, darunter weltweit bekannten Hollywood-Stars. Diese Gastauftritte sind allerdings nur im amerikanischen Original zu verfolgen, da die Anruferstimmen in der deutschsprachigen Fassung synchronisiert sind. Die Anrufer-Sprecher einer Staffel werden im Abspann der letzten Folge der Staffel mit Standbildern gewürdigt. Zu den prominenten Anrufern zählt u. a. die deutsche Eiskunstläuferin Katarina Witt (in Staffel 3).
- In der 200. Folge von Frasier (9x08, Besessen) hat Bill Gates einen Gastauftritt als Gast in Frasiers Sendung. Zu Frasiers Empörung verwandelt sich seine Ratgebersendung daraufhin in eine Hotline für Windows. In Folge 8x16 (Sternstunden) hat der Ex-Apollo-Astronaut und Ex-US-Senator John Glenn einen deutlich längeren Gastauftritt, in dem er u. a. scherzhaft von einer Begegnung mit Außerirdischen berichtet.
- Kelsey Grammer ist der erste Schauspieler in der Fernsehgeschichte, der für dieselbe Serienfigur (Dr. Frasier Crane) für Emmys in drei verschiedenen Serien nominiert wurde – neben Cheers und Frasier für seinen Gastauftritt in Überflieger (Wings).
- Insgesamt verkörperte Kelsey Grammer die Figur des Frasier Crane in den Serien Cheers und Frasier während eines Zeitraums von 20 Jahren. Damit hält Grammer den Rekord für die längste Darstellung einer Figur in einer US-amerikanischen Hauptabendserie, nachdem er den Rekord von James Arness für dessen Verkörperung des Marshall Matt Dillon in der Western-Serie Rauchende Colts einstellte. Darauf wird auch in Folge 11x15 eingegangen, als Frasiers Ex-Frau, der Kinderstar Nanny G. ihn fragt, ob er eine Ahnung habe, wie es ist, seit 20 Jahren dieselbe Figur zu verkörpern.
- Kelsey Grammer war zwischenzeitlich mit 1,6 Millionen US-Dollar pro Folge der bisher bestbezahlte Schauspieler im US-amerikanischen Fernsehen.
- Durch ihre Rolle als Daphne wurde auch Jane Leeves zur bis dahin bestbezahlten britischen Schauspielerin – sie verdiente in den letzten drei Staffeln 275.000 britische Pfund pro Folge.[2]
- Die hohen Kosten – die letzte Staffel kostete 75 Millionen US-Dollar – waren neben dem nachlassenden Zuschauerinteresse ein Hauptgrund für das Ende der Serie.
- Kelsey Grammer ist die Synchronstimme von Sideshow Bob (deutscher Name: Tingeltangel-Bob) in der Serie Die Simpsons; in der Folge „Die beiden hinterhältigen Brüder“ spricht David Hyde Pierce Bobs Bruder Cecil. Des Weiteren ist eine Anspielung auf Frasier in derselben Folge zu sehen, als Bob aus dem Gefängnis entlassen wird.
- In der Serie 30 Rock wird in der Folge „Die Trennung“ Frasier über die Erwähnung der fiktiven Serie „Black Frasier“ parodiert, bei der Niles, Frasier und Martin Crane von Afroamerikanern gespielt werden. Der Synchronsprecher des „schwarzen Frasiers“ in der deutschen Fassung ist, wie auch beim echten Frasier, Frank-Otto Schenk.
- In der Folge 21 der zweiten Staffel („Das letzte Gefecht“) wird im englischen Original Gunnar als Deutscher dargestellt, in der deutschen Synchronisation allerdings als Däne. Diese Art der Abänderung wird bei deutschen Synchronisationen sehr häufig praktiziert damit der Witz des Akzents erhalten bleibt, so sind zum Beispiel auch bei Malcolm mittendrin die Charaktere Otto und Gretchen im englischen Original Deutsche, aber in der deutschen Version Dänen.

## Kritik
Jörg Böckem bei Der Spiegel lobt: „Der kongeniale Ableger des TV-Klassikers 'Cheers', gehört trotz des nervigen Konservengelächter [sic]  im Off zu den absoluten Höhepunkten der an Qualität nicht armen US-Serienkultur: wunderbar kauzige Charaktere, die man trotz oder wegen all ihrer Macken und Störungen einfach mögen muss, dargestellt von großartigen Schauspielern sowie originelle Drehbücher, voll klugem, feinem Witz, die ihre Protagonisten ernst nehmen und nie der Lächerlichkeit preisgegeben. [sic]“

## Auszeichnungen
Frasier ist eine der meist ausgezeichneten Fernsehserien (109 gewonnen, 193 nominiert). So wurde die Serie unter anderem für 108 Emmys und 24 Golden Globes nominiert. Zwischen 1994 und 2001 wurde die Serie achtmal in Folge für den Emmy als „Outstanding Comedy Series“, als herausragende Comedy-Serie, nominiert, und Frasier ist die einzige Serie, die fünfmal hintereinander, zwischen 1994 und 1998, ausgezeichnet wurde. Mit Ausnahme von Peri Gilpin wurden alle Hauptdarsteller sowohl für den Golden Globe als auch für den Emmy nominiert. David Hyde Pierce erhielt in jedem Jahr der Laufzeit von Frasier eine Emmy-Nominierung als bester Nebendarsteller in einer Comedy-Serie und gewann den Emmy dabei viermal. Kelsey Grammer wurde in jedem Jahr mit Ausnahme von 2003 als bester Hauptdarsteller nominiert und erhielt den Emmy ebenfalls viermal.
Anfang 2006 wurde Frasier von Fernsehschaffenden aus dem Bereich Sitcom im Rahmen der von Channel 4 veranstalteten Wahl zu „The Ultimate Sitcom“ zur besten englischsprachigen Sitcom aller Zeiten gewählt.
Ausgezeichnet wurde Frasier unter anderen mit:
- 37 Emmy-Awards
- 3 Golden Globes (zwei Auszeichnungen für Kelsey Grammer als bester Hauptdarsteller einer Comedy-(oder Musical)-Serie, ein Golden Globe für Frasier als beste Serie aus dem Bereich Comedy/Musical)
- 3 People’s Choice Awards
- 2 Annual Directors Guild of America Awards
- 9 American Comedy Awards

## Deutsche Synchronfassung
- Die Synchronsprecher der Hauptfiguren sind:
  - Frasier – Frank-Otto Schenk
  - Niles – Michael Pan
  - Martin – Otto Czarski (Staffeln 1–6), Werner Ehrlicher (Staffeln 7–11)
  - Daphne – Dorette Hugo
  - Roz – Evelyn Maron

- Buch und Dialogregie – Stefan Ludwig[4]

- Für die Synchronisation war zuerst die „Rainer Brandt Filmproduktions GmbH“ zuständig, später die „Arena Film GmbH & Co. Synchron KG“.
- In der deutschen Fassung von Frasier wird Dr. Frasier Crane fälschlicherweise als Psychologe bezeichnet. Tatsächlich ist er Psychiater. Das Gleiche gilt für Niles, Lilith und die Mutter der Crane-Brüder, Hester Rose.
- Im deutschen Fernsehen lief Frasier im Free-TV auf kabel eins (1995/1996), seit 1997 mehrfach ohne die zehnte Staffel auf Sat.1 und läuft seit 2010 immer wieder auf Comedy Central Deutschland. Darüber hinaus lief die Serie (ebenfalls ohne Staffel 10) mehrfach auf dem Bezahlfernsehsender Premiere.
- Die zehnte Staffel der Serie wurde in Deutschland zum ersten Mal ab dem 9. Juni 2008 auf dem Sender Anixe HD sowie seinem Ableger Anixe SD ausgestrahlt. Anixe wiederholte Frasier von der fünften Staffel an ab dem 17. November 2008. Die vorherigen Folgen lagen dem auf HD-Sendungen spezialisierten Sender nicht in hoher Auflösung vor.[5]
- Ab Februar 2011 wurden auf Sat.1 Comedy erstmals in Deutschland alle 11 Frasier-Staffeln nacheinander ausgestrahlt und seitdem noch mehrmals wiederholt.

## Liste der Anrufer
Eine Liste der Anrufer wird am Ende einer Staffel im Abspann der letzten Episode gezeigt. Die Auflistung beginnt mit den Worten „Thanks for Calling“. Die Liste im Abspann ist aber nicht vollständig und fehlt am Ende der Staffeln 1, 5, 7 und 8 vollständig. Die in den Staffeln mit Auflistung nicht erwähnten Namen sind mit einem * markiert:
- Staffel 1: Griffin Dunne und Linda Hamilton (1.01), Christopher Reeve (1.02), Patti LuPone (1.03), Judith Ivey und Joe Mantegna (1.04), Jeff Daniels (1.05), Robert Klein (1.06), Eddie Van Halen und Bruno Kirby (1.07), JoBeth Williams (1.08), Carl Reiner (1.09), Jay Leno (1.10), Ben Stiller, Eric Stoltz, Mel Brooks, Dominick Dunne und Rosemary Clooney (1.12), Henry Mancini, Elijah Wood und Piper Laurie (1.13), Timothy Leary (1.16), Malcolm McDowell (1.19), Reba McEntire (1.20), Christine Lahti (1.22), Patricia Hearst, Tommy Hilfiger, Steve Lawrence, Garry Trudeau, Eydie Gormé, Steve Young und Mary Tyler Moore (1.23)

- Staffel 2: James Spader (2.01), Lily Tomlin (2.02), Amy Madigan (2.04), Alfre Woodard und Sandra Dee (2.06), Sydney Pollack (2.07), Art Garfunkel (2.08), Kevin Bacon (2.09), Betty Comden(*) und Adolph Green(*) (2.10), Macaulay Culkin (2.11), Rosie Perez und Carly Simon (2.12), Mary Steenburgen (2.13), Gary Sinise (2.18), John Lithgow (2.19), Glenne Headly(*) (2.21), Shelley Duvall (2.24)

- Staffel 3: Matthew Broderick, Carrie Fisher, Tom Hulce(*) und Teri Garr (3.01), Blair Brown (3.02), Mary Elizabeth Mastrantonio (3.03), Ed Harris(*) und Billy Crystal (3.04), Brooke Adams (3.05), Laura Dern (3.06), Cyd Charisse (3.07), Paul Mazursky (3.08), Ray Liotta (3.09), Armistead Maupin (3.11), Jodie Foster (3.13), Faith Prince und Randy Travis(*) (3.15), Billy Barty, Joan Allen, Eric Idle, Jerry Orbach, Jane Pauley(*) und Katarina Witt(*) (3.17), David Duchovny (3.22), Sherry Lansing (3.24)

- Staffel 4: Marv Albert, Bob Costas und Julius Erving (4.02), Kieran Culkin und Christopher Durang (4.03), Wendy Wasserstein (4.05), John Cusack (4.08), Patty Duke (4.12), Eric Roberts (4.15), David Benoit (4.19)

- Staffel 5: Cindy Crawford (5.03), John Waters und Rob Reiner (5.13), Halle Berry (5.15), Jill Clayburgh (5.17), John McEnroe (5.27)

- Staffel 6: William H. Macy und Ron Howard (6.11), Marlo Thomas und Phil Donahue (6.12), Beverly D’Angelo (6.13), Gillian Anderson, Pia Zadora, Yo-Yo Ma und Bonnie Raitt (6.20)

- Staffel 7: Isaac Mizrahi und Gloria Estefan (7.16)

- Staffel 8: Stephen King und Wolfgang Puck (8.08), Neil Simon (8.09), Melissa Etheridge (8.10), Bernadette Peters (8.13), Hal Prince (8.16)

- Staffel 9: Anthony Edwards(*) (9.04), Jennifer Jason Leigh(*), Bobby Short, Allison Janney und Larry Gelbart (9.08), Pat Boone und Cherry Jones (9.10), Andy Garcia(*) (9.11), Freddie Prinze, Jr.(*) (9.11), Naomi Judd (9.18), Rufus Wainwright (9.21), Keith Carradine, Olympia Dukakis, Scott Hamilton und Daryl Hannah(*) (9.22)

- Staffel 10: Billy Bean, Charles Busch und Leelee Sobieski(*) (10.02), Bradley Whitford (10.04), John Turturro(*) (10.09), Laura Linney (10.17), Bill Paxton (10.23)

- Staffel 11: Benjamin Bratt (11.03), Estelle Parsons, Hilary Duff, Stanley Tucci und Penny Marshall (11.12), Helen Mirren (11.17)

## DVD-Veröffentlichung
Vereinigte Staaten
- Staffel 1 erschien am 20. Mai 2003
- Staffel 2 erschien am 6. Januar 2004
- Staffel 3 erschien am 25. Mai 2004
- Staffel 4 erschien am 1. Februar 2005
- Staffel 5 erschien am 17. Mai 2005
- Staffel 6 erschien am 13. September 2005
- Staffel 7 erschien am 15. November 2005
- Staffel 8 erschien am 13. Juni 2006
- Staffel 9 erschien am 29. April 2008
- Staffel 10 erschien am 2. September 2008
- Staffel 11 erschien am 27. Januar 2009

Großbritannien
- Staffel 1 erschien am 24. November 2003
- Staffel 2 erschien am 7. Juni 2004
- Staffel 3 erschien am 6. September 2004
- Staffel 4 erschien am 18. Juli 2005
- Staffel 5 erschien am 27. November 2006
- Staffel 6 erschien am 14. Mai 2007
- Staffel 7 erschien am 9. Juli 2007
- Staffel 8 erschien am 4. Februar 2008
- Staffel 9, 10 & 11 erschien am 23. März 2009

Deutschland
- Staffel 1 erschien am 4. September 2008
- Staffel 2 erschien am 5. Februar 2009
- Staffel 3 erschien am 12. November 2009
- Staffel 4 erschien am 8. April 2010
- Staffel 5 erschien am 4. Oktober 2013
- Staffel 6 erschien am 3. Januar 2014
- Staffel 7 erschien am 3. April 2014
- Staffel 8 erschien am 3. Juli 2014
- Staffel 9 erschien am 4. Dezember 2014
- Staffel 10 erschien am 5. März 2015
- Staffel 11 erschien am 6. August 2015